# استراوبری (یوتا)
استراوبری (به انگلیسی: Strawberry) یک منطقهٔ مسکونی در ایالات متحده آمریکا است که در شهرستان دوشن، یوتا واقع شده است.